# کراکاو
کراکاو (به آلمانی: Krakau) یک شهرستان در اتریش است که در مورو واقع شده‌است. کراکاو ۱۲۳٫۶ کیلومتر مربع مساحت دارد ۱٬۱۷۳ متر بالاتر از سطح دریا واقع شده‌است.